# Bumba (dieu)
Pour les articles homonymes, voir Bumba (homonymie).
Bumba Chembe est le créateur du Monde dans la religion et mythologie bushongo (kuba).

## Création
Il régnait seul alors qu’il n’y avait que la nuit et que des eaux sur la terre. Il avait une forme humaine, était colossale et blanc de couleur. Un jour, il vomit le soleil, la lune et les étoiles.
Avec la lumière et la chaleur, l’eau s’évapora et des bancs de sable apparurent. Bumba vomit ensuite des créatures : Koy Bumba, le léopard ; Pongo Bumba, l’aigle huppé ; Ganda Bumba, le crocodile ; Yo Bumba, le poisson ; Kono Bumba, la tortue ; Tsétsé Bumba, la foudre (un animal de couleur noire, ressemblant au léopard) ; Nyami Bumba, un héron blanc ; Budi Bumba, un bousier noir et un bouc. En dernier, il vomit un grand nombre d’êtres humains.
Les animaux qu’il avait créés peuplèrent ensuite le monde.
Son premier fils est Nyone-Ngana, qui vomit les fourmis avant de mourir.
Son second fils, Chonganda, vomit une plante de laquelle sortirent tous les végétaux, il s’asseya ensuite à côté de son père pour se reposer et observer la création.
Son dernier fils, Chedi Bumba, créa un oiseau ressemblant à l’aigle.
Il établit les tabous et mis en place les chefs. Après être retourné au ciel, il communique uniquement avec les hommes à travers des songes. Il apprit le secret du feu à un mortel, Kerikeri.
Le chef des Kubas, le Nyimi, est considéré comme étant un descendant direct de Bumba, donnant ainsi un droit divin à la monarchieBumba (Mbombo ou Mbongo), le géant blanc régnait sur un monde où il n'y avait rien d'autre que l'obscurité et de l’eau. Un jour il fut pris de violents maux de ventre et vomit le soleil, la lune et les étoiles. Le soleil brillait si fort que petit à petit l’eau se transforma en nuages et des collines apparurent. Bumba vomit une nouvelle fois et des arbres sortirent de son estomac avec neuf animaux:
le léopard, Koy Bumba;
l'aigle, Ponga Bumba;
le crocodile, Ganda Bumba;
le poisson, Yo Bumba;
la tortue, Kono Bumba;
le léopard noir rapide comme l'éclair, Tsetse Bumba;
le héron blanc, Nyanyi Bumba;
le scarabée;
et la chèvre Budi. Il vomit plein d’autres choses  et aussi des hommes dont Loko Yima qui était blanc comme Bumba.
Chaque animal engendra à son tour d’autres animaux de la même famille.
Le héron créa tous les oiseaux sauf le milan, Ganda Bumba créa les serpents et l'iguane, Budi créa tous les animaux à cornes, le scarabée tous les insectes, et Yo Bumba, tous les poissons.
Trois des fils de Bumba voulurent terminer la création du monde. Le premier à essayer fut Nyonye Ngana qui vomit les termites, mais il est mourut  peu après.  Pour lui rendre hommage, les termites s’enterrèrent profondément sous terre et transformèrent la surface de la terre située au dessus en sables stériles.
Le second, Chonganda,  créa la première plante, qui à son tour  donna naissance à tous les arbres, les herbes et les fleurs.
Chedi Bumba, le troisième fils, voulut faire quelque chose de différent, il créa le milan.
De toutes les créatures, Tsetse, la foudre, était le seul fauteur de troubles. Elle suscita tant de problèmes que Bumba la chassa dans le ciel. Mais l'humanité fut sans feu jusqu'à ce que Bumba montre à Kiriken comment faire du feu avec le bois des arbres. Parfois, encore aujourd’hui, Tsetse bondit vers la terre et provoque des dommages.
Quand enfin tout le travail de création fut terminé, Bumba se promena paisiblement à travers les villages en disant au peuple: «Voici des merveilles, elles vous appartiennent».
Avant de partir il établit les tabous et nomma Loko Yima son représentant sur terre.
Woto, le fils de Nchienge devint le premier roi.

## Analyse
Selon Marcel Soret, il est possible que cette mythologie soit récente et née sous l’influence des religions chrétiennes (chaos originel, création des astres, puis des animaux et enfin de l’homme) qui sont en contact avec certaines cultures d’Afrique centrale depuis la fin du XVe siècle.
Théophile Obenga rapproche cette cosmogonie négro-africaines à la mythologie pharaonique égyptienne.